# Quinto Lucrecio Vespilón
Quinto Lucrecio Vespilón (en latín, Quintus Lucretius Vespillo) fue un político y militar en el Imperio romano durante el siglo I a. C.

## Enlaces externos

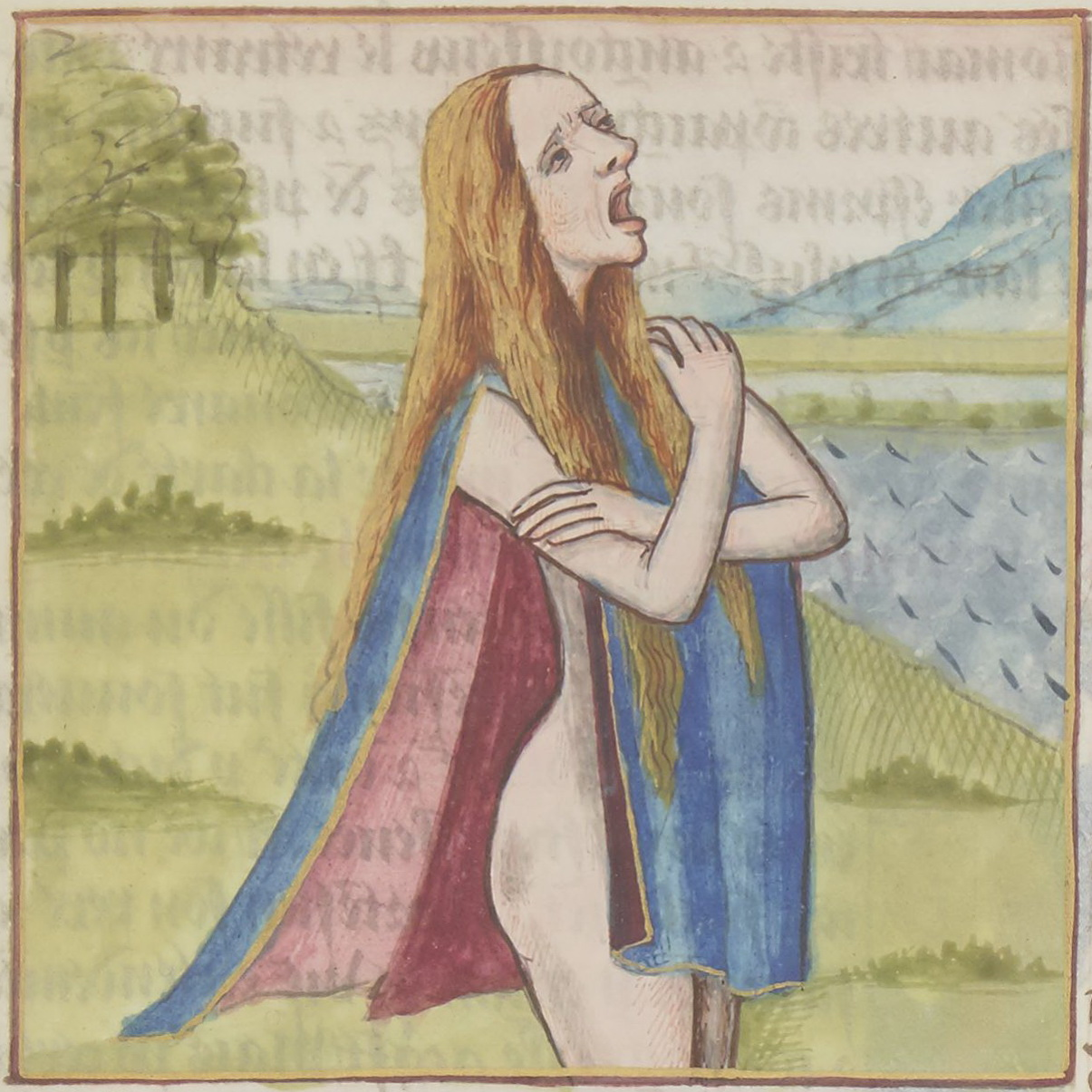
Miniatura de Testard para De mulieribus claris: Curia. BnF.

## Vida
En la guerra civil entre Cayo Julio César y Cneo Pompeyo Magno, estuvo de lado de Pompeyo, quien le confió el mando de una flota en el año 49 a. C. En el 43 fue proscrito por el triunvirato. Luego, fue indultado con ayuda de su esposa: Curia o Turia.
En el año 20 a. C., debido a los disturbios de Roma, fue uno de los enviados del Senado al este del Imperio romano para requerir de Augusto que asumiera el consulado al año siguiente. Augusto lo nombró cónsul por el año 19 a. C..